# Greenfield (Illinois)
Greenfield es una ciudad ubicada en el condado de Greene en el estado estadounidense de Illinois. En el Censo de 2010 tenía una población de 1071 habitantes y una densidad poblacional de 232,18 personas por km².

## Geografía
Greenfield se encuentra ubicada en las coordenadas 39°20′40″N 90°12′30″O / 39.34444, -90.20833. Según la Oficina del Censo de los Estados Unidos, Greenfield tiene una superficie total de 4.61 km², de la cual 4.45 km² corresponden a tierra firme y (3.54%) 0.16 km² es agua.

## Demografía
Según el censo de 2010, había 1071 personas residiendo en Greenfield. La densidad de población era de 232,18 hab./km². De los 1071 habitantes, Greenfield estaba compuesto por el 99.07% blancos, el 0% eran afroamericanos, el 0% eran amerindios, el 0% eran asiáticos, el 0% eran isleños del Pacífico, el 0.28% eran de otras razas y el 0.65% pertenecían a dos o más razas. Del total de la población el 0.93% eran hispanos o latinos de cualquier raza.